# Сальвадор Санчес (актор)
Альфредо Сальвадор Санчес Боланьйос (ісп. Alfredo Salvador Sánchez Bolaños; нар. 28 жовтня 1943, Теуакан, Пуебла) — мексиканський актор та режисер.

## Життєпис
Народився 28 жовтня 1943 року у місті Теуакан, штат Пуебла. Акторську кар'єру розпочав на театральній сцені, швидко перейшовши до зйомок у кіно та на телебаченні. Грав у мексиканських та американських кінофільмах. 1997 року нагороджений премією Арієль як Найкращий актор другого плану за роль у кримінальній драмі з елементами містики «Кохані привиди» (1994). Всесвітню славу принесли ролі у теленовелах, зокрема Ютака Огіно у «Гріх Оюкі» (1988), за яку актор був удостоєний премії ACE як Найкращий актор, та Макаріо Роблес у «Хазяйка» (1995), за яку отримав премії TVyNovelas як Найкращий лиходій та ACE як Найкращий актор другого плану.
1981 року виступив режисером кінофільму «Педро Парамо» за однойменним романом Хуана Рульфо, пізніше став режисером низки теленовел та серіалів. 2018 року отримав премію TV Adicto Golden у категорії Найкращий режисер-постановник за теленовелу «Доньки Місяця».

## Вибрана фільмографія
| Рік       |   | Українська назва                 | Оригінальна назва             | Роль                   |
| --------- | - | -------------------------------- | ----------------------------- | ---------------------- |
| 1970      | ф | Генеральша                       | La generala                   | Хесус                  |
| 1972      | с | Карета                           | El carruaje                   | Порфіріо Діас          |
| 1974      | ф | Шок                              | La choca                      | Аудіас                 |
| 1976      | ф | Події на шахті Марусіа           | Actas de Marusia              | Себастьян              |
| 1982      | с | Давайте навчатися разом          | Aprendamos juntos             | Самуель, вчитель       |
| 1983      | ф | Фріда, природнє життя            | Frida, naturaleza viva        | Давид Альфаро Сікейрос |
| 1984      | ф | Мотель                           | Motel                         | детектив Хуліан Варгас |
| 1986      | ф | Сальвадор                        | Salvador                      | омбудсмен              |
| 1987      | с | Шлях слави                       | Senda de gloria               | Адольфо де ла Уерта    |
| 1988      | с | Гріх Оюкі                        | El pecado de Oyuki            | Ютака Огіно            |
| 1988—1989 | с | Солодкий виклик                  | Dulce desafio                 | Еутіміо Рамірес        |
| 1989      | с | Світло і тінь                    | Luz y sombra                  | Еусебіо Суарес         |
| 1989      | ф | Старий Грінго                    | Gringo viejo                  | Флореаль               |
| 1992      | ф | Вогняний ангел                   | Ángel de fuego                | —                      |
| 1994      | ф | Кохані привиди                   | Amoroses fantasmas            | —                      |
| 1994—1995 | с | Політ орлиці                     | El vuelo del águila           | Ігнасіо Рамірес        |
| 1995      | с | Хазяйка                          | La dueña                      | Макаріо Роблес         |
| 1995—2001 | с | Жінка, випадки з реального життя | Mujer, casos de la vida real  | різні персонажі        |
| 1997      | с | Пекло у маленькому містечку      | Pueblo chico, infierno grande | Консехо Серратос       |
| 1999      | ф | Закон Ірода                      | La ley de Herodes             | Карлос Пек             |
| 2000      | с | Дім на пляжі                     | La casa en la playa           | Ніколас Рей            |
| 2001      | ф | Мексиканець                      | The Mexican                   | зброяр                 |
| 2002      | ф | Відшкодування збитків            | Collateral Damage             | рознощик               |
| 2005—2006 | с | Перегріна                        | Peregrina                     | Мелькіадес             |
| 2006      | с | Прихована правда                 | La verdad oculta              | Данте Севілья          |
| 2007      | ф | Погана дівчинка                  | Niñas mal                     | Монсеньйор             |
| 2007—2008 | с | Слово жінки                      | Palabre de mujer              | Гвадалупе Солано       |
| 2009      | с | Мій гріх                         | Mi pecado                     | Матіас Кірога          |
| 2009      | с | Жінки-вбивці                     | Mujeres asesinas              | дон Рамон Гутьєррес    |
| 2010      | ф | Пекло                            | El infierno                   | дон Рохансіо Гарсія    |
| 2012      | с | Притулок для кохання             | Un refugio para el amor       | дон Чело               |
| 2012      | с | Заради неї я Єва                 | Por ella soy Eva              | Ель Чіно               |
| 2013—2014 | с | Я хочу кохати тебе               | Quiero amarte                 | Кіпріано Вальдес       |
| 2015      | с | Непростимо                       | Lo imperdonable               | Кресценціо Альварес    |
| 2017      | с | Коханий                          | El bienamado                  | Ісмаель Лопес          |

Режисер
- 1981 — Педро Парамо / Pedro Páramo
- 1988 — Два життя (серіал) / Dos vidas
- 1991 — Матері-егоїстки (серіал) / Madres egoístas
- 1997—1998 — Ураган (серіал) / Huracán
- 1998—1999 — Анхела (серіал) / Ángela
- 1999 — Серафім (серіал) / Serafin
- 2001 — Пригоди у часі (серіал) / Aventuras en el tiempo
- 2004 — Місія порятунку (серіал) / Misión S.O.S.
- 2015 — Пристрасть і влада (серіал) / Pasion y poder
- 2016—2017 — Вино кохання (серіал) / Vino el amor
- 2018 — Доньки Місяця (серіал) / Hihas de la luna

## Нагороди та номінації
Арієль
- 1975 — Номінація на найкращого актора другого плану (Шок).
- 1984 — Номінація на найкращого актора другого плану (Мотель).
- 1993 — Номінація на найкращого актора в епізоді (Вогняний ангел).
- 1997 — Найкращий актор другого плану (Кохані привиди).
- 2000 — Номінація на найкращого актора другого плану (Закон Ірода).

TVyNovelas
- 1989 — Номінація на найкращого лиходія (Гріх Оюкі).
- 1996 — Найкращий лиходій (Хазяйка).
- 2015 — Номінація на найкращого актора другого плану (Я хочу кохати тебе)[1].
- 2019 — Номінація на найкращого режисера (Доньки Місяця).

ACE Awards
- 1988 — Найкращий актор (Гріх Оюкі).
- 1994 — Найкращий актор другого плану (Вогняний ангел).
- 1996 — Найкращий актор другого плану (Хазяйка).

TV Adicto Golden Awards
- 2018 — Найкращий режисер-постановник (Доньки Місяця).